# Ingrid Newkirk
Ingrid Newkirk (født 11. juli 1949) er en britiskfødt dyreretsaktivist, forfatter og præsident for People for the Ethical Treatment of Animals (PETA), verdens største dyreretsorganisation. Hun og den amerikanske aktivist Alex Pacheco stiftede PETA i 1980, og hun har forfattet flere bøger om dyrs befrielse, deriblandt Free the Animals, You Can Save the Animals og Making Kind Choices, som har forord af Paul McCartney.
Newkirk er bedst kendt for de kampagner og mediestunts hun organiserer med PETA for at sætte fokus på dyrs rettigheder og veganisme. I hendes testamente har hun ønsket at hendes hud bliver lavet til tegnebøger, hendes fødder til paraplyholdere og hendes kød til "Newkirk Nuggets" og derefter grilles på en barbecue. 

## Tidlige liv
Newkirk blev født i England og voksede op i New Delhi, Indien. I 1970'erne arbejdede hun for Montgomery County, Maryland, og derefter for District of Columbia som dyrebeskyttelsesofficer og vicesherif, før hun blev D.C.'s første "poundmaster" i 1978. I 2003 sagde hun om sit job i Maryland:

Jeg ville sige, 'De træder på dyrene, knuser dem som vindruer, og de er ligeglade.' I sidste ende tog jeg tidligt på arbejde før der kom nogen andre, og dræbte selv dyrene. For jeg kunne ikke klare at lade dem gennemgå det. Jeg må have dræbt tusind af dem, nogle gange dusinvis hver dag. Nogle af de mennesker fandt nydelse i at lade dem lide. Når jeg kørte hjem hver nat græd jeg bare ved at tænke på det. Og jeg følte helt ind til marv og ben at dette kunne bare ikke være rigtigt. 

## Kritik
Debra Saunders, en konservativ klummeskribent  og kritiker af Newkirk og PETA, siger at denne udtalelse viser at Newkirk er dobbeltmoralsk hvad angår drab på dyr. Hun skriver "PETA angriber andre parter for at dræbe dyr for mad eller forskning. Derefter dræber de selv dyr – men af virkelig vigtige årsager, såsom at de er løbet tør for plads."

## Forhold til Animal Liberation Front
Newkirk har selv skrevet om hvordan hun ofte har gjort aktioner af aktivister i Animal Liberation Fronts navn kendte i offentligheden.
Hun er blevet beskyldt for at have haft forhåndsviden om en ALF aktion. Ifølge den amerikanske anklager Michael Dettmer, som førte en sag mod Rod Coronado som var sigtet (og senere dømt) i forbindelse med en brandstiftelse ved Michigan State University, arrangerede Newkirk flere dage før ildspåsættelsen at Coronado skulle sende hende stjålne dokumenter og et videobånd fra angrebet. 

## Bøger
- Making Kind Choices : Everyday Ways to Enhance Your Life Through Earth- and Animal-Friendly Living. St. Martin's Griffin (1. januar 2005) ISBN 0-312-32993-8
- Peta 2005 Shopping Guide For Caring Consumers: A Guide To Products That Are Not Tested On Animals. Book Publishing Company (TN) (30. oktober 2004) ISBN 1-57067-166-4
- Speaking Up For the Animals. DVD, PETA, June 1, 2004
- Free the Animals: The Story of the Animal Liberation Front. Lantern Books, 2000, ISBN 1-930051-22-0
- You Can Save the Animals : 251 Simple Ways to Stop Thoughtless Cruelty. Prima Lifestyles (27. januar 1999) ISBN 0-7615-1673-5
- 250 Things You Can Do to Make Your Cat Adore You. Fireside (15. maj 1998) ISBN 0-684-83648-3
- Compassionate Cook : Please don't Eat the Animals. Warner Books (1. juli 1993) ISBN 0-446-39492-0
- Kids Can Save the Animals : 101 Easy Things to Do. Warner Books (1. august 1991) ISBN 0-446-39271-5

## Fodnoter
1. ↑  Navnet er anført på nynorsk og stammer fra Wikidata hvor navnet endnu ikke findes på dansk.
2. ↑  Millard, Rosie. "A human carrot in bright orange felt walks in, announcing itself as "Chris P Carrot'", New Statesman, October 6, 2003.
3. ↑  "michael specter-the extremist". Arkiveret fra originalen 15. april 2009. Hentet 22. marts 2007.
4. ↑  Debra J. Saunders – SourceWatch
5. ↑  Better dead than fed, PETA says
6. ↑  Newkirk, Ingrid. Free the Animals, Lantern, 2000.
7. ↑  Government Sentencing Memorandum of U.S. Attorney Michael Dettmer in USA v. Rodney Coronado, July 31, 1995, pp. 8-10.